# Erythrina schimpfii
Erythrina schimpfii är en ärtväxtart som beskrevs av Friedrich Ludwig Diels. Erythrina schimpfii ingår i släktet Erythrina och familjen ärtväxter. Inga underarter finns listade i Catalogue of Life.